# 蜜三刀

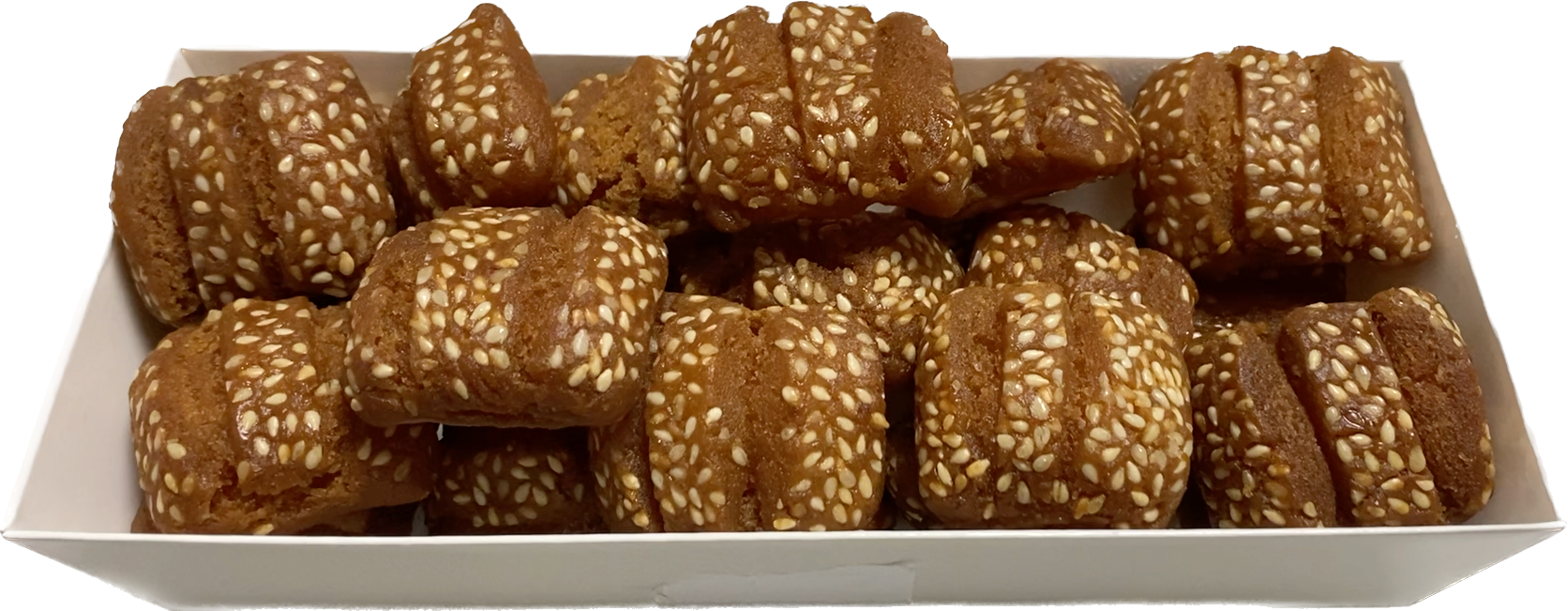
蜜三刀

蜜三刀（ミーサントー）とは中国北部の伝統的お菓子。徐州、山東省などでよく食べられる。砂糖、小麦粉、食用油などで作られ、甘みが特徴的で、蜂蜜のような食感がすることから「蜜」と名付けられる。